# Mimoides thymbraeus
Mimoides thymbraeus es una especie de mariposa en la familia Papilionidae. Se distribuye de México a El Salvador y Honduras, donde es común.

## Subespecies
- Mimoides thymbraeus thymbraeus (Boisduval, 1836) (southeastern México a El Salvador y Honduras)[1]
- Mimoides thymbraeus aconophos (Gris [1853]) (México occidental) El nombre común en inglés es white-crescent swallowtail.

## Descripción de Seitz
M. thymbraeus tiene marcas pequeñas sobre la cabeza y el vientre gris amarillas, a veces un poco rojizas. La parte superior de las alas metálicas azules o verdes; el ala anterior sin marcas pero con flecos blancos; el ala trasera con una cola esbelta y 1 o 2 filas de manchas entre célula y margen. Superficie inferior con marca roja en el ala delantera y cuatro marcas basales en el ala trasera. 
Las orugas se encuentra en Chirimoya; su tórax está salpicado con azul y amarillo; con rayas blancas y negras del segmento cuatro hacia atrás, las rayas blancas con marcas pequeñas azules y amarillas, los lados azules, del segmento cinco 5  salpicado con amarillo. La pupa es verde como en especies relacionadas, angosta en la base del abdomen. 
La mariposa vuela en hábitats abiertos durante todo el año y es bastante común en una altitud de 500 a 1560 m. —thymbraeus Boisd. (14 b) está distribuida del oriente de México  a Honduras. El ala trasera en el macho y hembra tiene dos filas de manchas rojas. — En aconophos Gris el ala trasera tiene solamente una fila de manchas rojas, la fila distal está ausente. México occidental y centro.

## Otras lecturas
- Lamas, Gerardo (2004). Atlas of Neotropical Lepidoptera; Checklist: Part4A Hesperioidea–Papilionoidea. Gainesville, Florida: Scientific Publishers, Inc. pp. 89-90. ISBN 0-945417-28-4.

- Datos: Q3061066
- Multimedia: Mimoides thymbraeus / Q3061066
- Especies: Mimoides thymbraeus